# Claude Labbé
Claude L.L.P. Labbé (ur. 27 stycznia 1920 w Argenteuil, zm. 29 listopada 1993 w Marsylii) – francuski polityk, uczestnik ruchu oporu podczas II wojny światowej, wieloletni deputowany krajowy, poseł do Parlamentu Europejskiego I kadencji.

## Życiorys
Urodził się w rodzinie pocztowców mających korzenie w Owernii. Ukończył Lycée Condorcet, następnie studiował literaturoznawstwo na Uniwersytecie Paryskim. Pracował jako inspektor w Air France. W 1939 powołany do wojska, w 1940 uczestniczył jako czołgista w kampanii francuskiej. Przystąpił do organizacji podziemnej „Réseau Comète”, w 1944 uczestniczył w wyzwoleniu Argentuil.
W 1948 wstąpił do Zgromadzenia Ludu Francuskiego Charles de Gaulle’a, później działał w kolejnych formacjach gaullistowskich, w tym w Unii Demokratów na rzecz Republiki (m.in. jako lider frakcji parlamentarnej) i od 1976 w Zgromadzeniu na rzecz Republiki (w tym ostatnim był osobistym doradcą Jacques’a Chiraca. Od 1953 do 1956 zasiadał w radzie miejskiej Argenteuil. W latach 1958–1962 i 1968–1993 zasiadał w Zgromadzeniu Narodowym łącznie przez osiem kadencji. Należał także do Zgromadzenia Parlamentarnego Rady Europy. W 1979 wybrany posłem do Parlamentu Europejskiego, jednak zrezygnował z mandatu w lipcu 1980. W latach 1986–1993 wiceprezewodniczący Zgromadzenia Narodowego. Występował jako zdecydowany przeciwnik prezydenta François’a Mitterranda oraz traktatu z Maastricht. Mandat posła krajowego wykonywał do końca kadencji w kwietniu 1993, zmarł kilka miesięcy później.
Był żonaty, miał jednego syna.

## Odznaczenia
Za działalność podczas II wojny światowej odznaczony Krzyżem Wojennym i Medalem Ruchu Oporu. W 1993 otrzymał Legię Honorową V klasy.